# Giải thưởng Điện ảnh Hồng Kông lần thứ 4
Giải thưởng Điện ảnh Hồng Kông lần thứ tư được tổ chức năm 1985 tại Hồng Kông.

## Danh sách các đề cử và giải thưởng
| Phim hay nhất                     | Phim hay nhất            | Phim hay nhất |
| Phim                              | Tên tiếng Anh            |               |
| --------------------------------- | ------------------------ | ------------- |
| Tự thủy lưu niên (似水流年)       |                          |               |
| Đẳng đãi lê minh (等待黎明)       |                          |               |
| Tỉnh cảnh kỳ binh (省港旗兵)      | Long Arm of The Law      |               |
| Thượng Hải chi dạ (上海之夜)      |                          |               |
| Đạo diễn xuất sắc nhất            |                          |               |
| Đạo diễn                          | Phim                     |               |
| Nghiêm Hạo                        | Tự thủy lưu niên         |               |
| Từ Khắc                           | Thượng Hải chi dạ        |               |
| Mạch Đương Hùng                   | Tỉnh cảnh kỳ binh        |               |
| Lương Phổ Trí                     | Đẳng đãi lê minh         |               |
| Lý Tu Hiền                        | Công bộc                 |               |
| Kịch bản hay nhất                 |                          |               |
| Biên kịch                         | Phim                     |               |
| Khổng Lương                       | Tự thủy lưu niên         |               |
| Hứa Quan Văn                      | Thiết bản thiêu          |               |
| Trần Quan Trung                   | Đẳng đãi lê minh         |               |
| Trần Hân Kiện                     | Tỉnh cảnh kỳ binh        |               |
| Văn Tuyển                         | Đình bất liễu đích ái    |               |
| Nam diễn viên chính xuất sắc nhất |                          |               |
| Diễn viên                         | Phim                     |               |
| Lý Tu Hiền                        | Công bộc                 |               |
| Trịnh Tắc Sĩ                      | Thất hôn lão đậu         |               |
| Thành Long                        | Kế hoạch A               |               |
| Hứa Quan Văn                      | Thiết bản thiêu          |               |
| Chu Nhuận Phát                    | Đẳng đãi lê minh         |               |
| Nữ diễn viên chính xuất sắc nhất  |                          |               |
| Diễn viên                         | Phim                     |               |
| Tư Cầm Cao Oa                     | Tự thủy lưu niên         |               |
| Cố Ngải Hoa                       | Tự thủy lưu niên         |               |
| Trương Ngải Gia                   | Thượng Hải chi dạ        |               |
| Diệp Đức Nhàn                     | Hành thác nhân duyên lộ  |               |
| Diệp Đồng                         | Đẳng đãi lê minh         |               |
| Nam diễn viên phụ xuất sắc nhất   |                          |               |
| Diễn viên                         | Phim                     |               |
| Trầm Uy                           | Tỉnh cảnh kỳ binh        |               |
| Sở Nguyên                         | Tuyết nhi                |               |
| Thái Bảo                          | Công bộc                 |               |
| Trương Quốc Trụ                   | Đường triều hào phóng nữ |               |
| Trần Hữu                          | Duyên phận               |               |
| Nữ diễn viên phụ xuất sắc nhất    |                          |               |
| Diễn viên                         | Phim                     |               |
| Mai Diễm Phương                   | Duyên phận               |               |
| Lý Lệ Trân                        | Thượng Hải chi dạ        |               |
| Lâm Khải Linh                     | Đường triều hào phóng nữ |               |
| Tiêu Giảo                         | Khuynh thành chi luyến   |               |
| Vu Thiến                          | Đẳng đãi lê minh         |               |
| Diễn viên mới xuất sắc nhất       |                          |               |
| Diễn viên                         | Phim                     |               |
| Cố Mĩ Hoa                         | Tự thủy lưu niên         |               |
| Lý Lệ Trân                        | Thượng Hải chi dạ        |               |
| Lâm Uy                            | Tỉnh cảnh kỳ binh        |               |
| Tưởng Lệ Bình                     | Ngã vi nễ cuồng          |               |